# Stojan Jankulov
Stojan Jankulov bulharsky Стоян Янкулов (* 10. září 1966 Sofie), známý také jako Stundži bulharsky Стунджи je jeden z nejpopulárnějších bulharských bubeníků a perkusionistů.
Jankulov spolu s Elicou Todorovou reprezentoval Bulharsko na Eurovizi 2007 v Helsinkách, kde s písní "Water" obsadili 5. místo, a opět vystoupili na Eurovision Song Contest 2013 v Malmö s písní "Samo Šampioni", s níž skončili dvanáctí v druhém semifinálovém kole.

## Biografie
Jankoulov absolvoval hudební školu "Ljubomir Pipkov" (Любомир Пипков) v Sofii a poté Státní hudební školu "Pančo Vladigerov" (Панчо Владигеров) v oboru bicích nástrojů. Hrál s rockovými a jazzovými skupinami, folklorními soubory, jazz-rockovými a smíšenými kapelami. Také obsadil roli v mnoha folklorních a jazzových festivalech napříč Evropou a Spojenými státy.
Stojan Jankulov projevil zájem o bicí nástroje už ve velmi mladém věku. Když Stojan měl 10 let, byl nejmladším bubeníkem v dechové kapele ve městě Elin Pelin. Mezitím Stojan utvořil pop rockovou skupinu Astronax (bulharsky Астронакс), ve které hrál na bubny. Repertoár skupiny zahrnoval písně od skupin Supermax, Kiss, Deep Purple, Uriah Heep, Shturtzite, FSB a dalších, ale žádné originální písně. Čas strávený s kapelou pomohl mu rozvinout smysl pro rytmus a dal mu důvěru být páteří své vystupující skupiny. Již pohlcen ve světě bubnů Stojan, také pokračoval v lekcích klavíru, se kterými začal v osmi letech.
Jeho první profesionální vystoupení se konalo v jazz-rockové skupině Tact (bulharsky Такт) s klavírstou Javorem Dimitrovem, baskytaristou Miroslavem Janevem a kytaristou Evgenijem Simeonovem. Poté, co se skupina rozpadla, hrál mnoha profesionálních skupinách během svého středoškolského studia. Sotva co začal vyšší studium se přidal Big Bandu bulharského národního rádia, ve kterém hrál 7 let. Hraním v mnoha jazzových formacích se rychle dostal do swingu jazzové hudby a stal se pravidelným účastníkem na významných jazzových festivalech městech Varna, Sozopol, Plovdiv, Ruse a jiných.
Nejdelší čas strávil ve skupině Zone C, která byla založena v roce 1994 s baskytaristou Vesselinem Vesselinovem-Echem a klavíristou Vasilem Parmakovem. Později se přidali Mišo Grozdanov, saxofonista Vladko Karparov a Atešghan Juseinov (kytara, tambura). Stojan Jankulov utvořil duo s hráčem na kaval Teodosijem Spassovem a později spolu s saxofonistou Anatoliem Vapirovem, který položil základy tria Fairy Tale.

## Současné projekty
V roce 2000 Stojan Jankulov potkal bulharskou folklórní zpěvačku Elicu Todorovu na Bulharskem hudebním festivale konaného v Kanadě. Rychle si vyměnili představy o jejich společném zájmu – bicích nástrojích, rychlých elektronických rytmech a oddanosti k bulharskému folklóru. O 3 roky později duo Elica Todorova a Stojan Jankulov začali pracovat na společné hudbě.

## Eurovision Song Contest

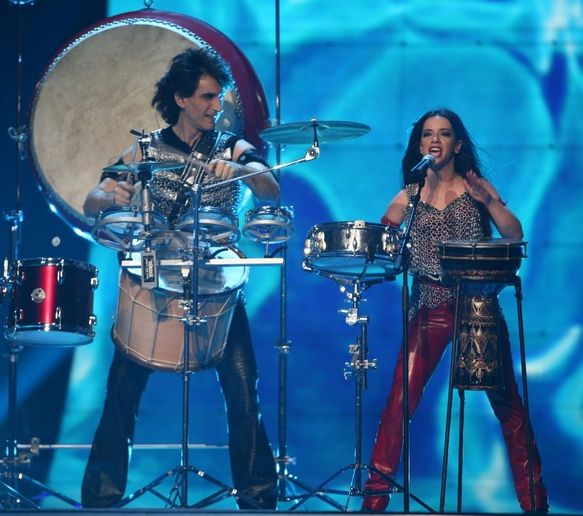
Stojan Jankulov a Elica Todorova vystupují na Eurovizi 2007 v Helsinkách

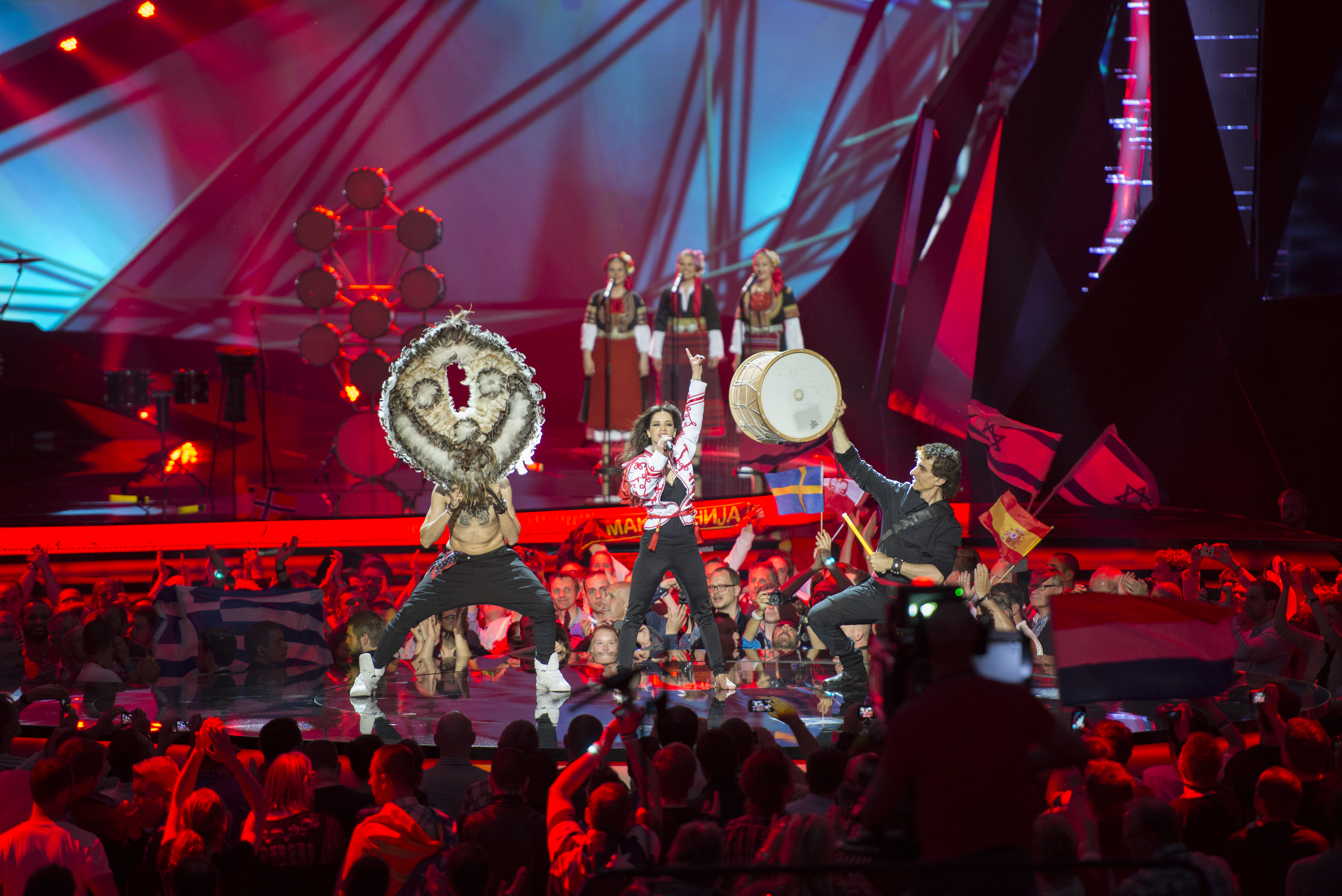
Stojan Jankulov a Elica Todorova vystupují na Eurovizi 2013 v Malmö

### Eurovision Song Contest 2007
Dne 25. února 2007 Elicina a Stojanova píseň "Water" vyhrála bulharskou národní veřejnoprávní televizní soutěž a byli vybráni, aby reprezentovali Bulharsko na Eurovision Song Contest 2007. Na Eurovizi vystupovali jako duo Elica & Stojan.

### Eurovision Song Contest 2013
Počátkem roku 2013 byli oba interně nominováni bulharským veřejnoprávním vysílatelem jako reprezentantI země na Eurovision Song Contest 2013 v Malmö. V národním kole zvítězila píseň „Kismet“, ovšem o několik dní později byla z právních důvodů diskvalifikována. Duo bude proto vystoupilo s písní „Samo Šampioni“ (Само Шампиони). V druhém semifinále 16. května obsadili nepostupové 12. místo se ziskem 45 bodů.

## Styl
Stojan rozvíjí umění hry na bubny a další bicí nástroje s použitím nových technik a nestandardních hudebních nápadů. Široce experimentuje i s pomocí starého motoru od traktoru. Hraním na mnoho hudebních nástrojů najednou Stojan vytváří orchestrální zvuk, z kterého může mít posluchač pocit, že hraje více bubeníků.

## Singly
- Water (2007)
- Earth (2007)
- Cosmos (2008)